# 姜昆
姜昆（1950年10月19日—），男，北京人，籍貫山東龍口，中国相声表演艺术家、节目主持人，第八代相声演员。

## 生平
姜昆初中毕业于北京市第二十五中学，曾为黑龙江生产建设兵团十六团知青。1976年被调进中央广播文工团说唱团，师从马季边学习边表演。讽刺文革极左思潮影响的《如此照相》是他的成名作。还有《虎口遐想》、《电梯风波》、《着急》、《学唱歌》等代表作。1985年当选中国曲艺家协会的副主席，并接替他的恩师马季，担任了中国广播说唱团团长的职务。同年被选为中华青年联合会常委。1998年出版自传《笑面人生》。与IHW进行ICP合作，1999年初建立昆朋网城，推出中国相声网、中国名人网。2005年底建立了中国曲艺网。2012年11月29日，当选中国曲艺家协会第七届主席。

## 社会兼职
曾任全国政协委员，中国曲艺家协会主席，中华全国青年联合会常务委员。

## 弟子
弟子包括刘惠、白桦、邓小林、大山、刘全利、刘全和、赵卫国、赵晓鹏、李道南、陆鸣、许勇、夏文兰、倪明、唐爱国、齐立强、句号、徐文、郭丹、曹曙光、周炜等。

## 演出剧目

### 相声
- 《如此照相》

“我”在林彪四人帮大刮形式主义妖风的时候，进了一家所谓的“革命”照相馆，看了好几出“新戏”……
- 《诗歌与爱情》
- 《鼻子的故事》
- 《看电视》

“我”的奶奶看中国女排和美国女排打决赛，可是她好像不太明白某些事情……
- 《虎口遐想》（2017年春晚推出新版，名为《新虎口遐想》）

星期天，“我”不慎掉进了动物园的狮虎山，面对一只活生生的老虎，“我”浮想联翩……
- 《特大新闻》

“我”打算把天安门广场改成一个大自由市场，可是……
- 《电梯奇遇》

“我”在拜访“效率大楼”的时候被困在电梯里出不来了，现在“我”看清楚了“效率大楼”的所谓效率……
- 《着急》

“我”家附近有个街坊，外号叫“老急”，他为什么整天都着急呢？
- 《学唱歌》
- 《我有点晕》
- 《祖爷爷的烦恼》
- 《想入非非》

### 电视剧
- 2008年 《震撼世界的七日》（26集汶川大地震纪实性电视剧）

合作演员
蒋雯丽、濮存昕、刘烨、刘佳、孙俪、尤勇、姜昆、奚美娟、陈宝国、孙熙、甘婷婷、梁天、于荣光、唐于鸿、黄奕、赵子惠、高云翔、宋春丽、陈好、殷桃、高亚麟、于娜、童蕾、黄宏、刘蓓、蒲冰墨、王强、王庆祥、庞敏、王珞丹、王力可、叶静、杜志国、谢君豪、魏駿傑、张卫健、谭耀文、苏永康、贾晓晨

### 主持
- 1983-1989年中国中央电视台春节联欢晚会
- 1990年《正大综艺》

## 事件
2015年10月5日，媒体报道称，洛杉矶华人律师刘龙珠向洛杉矶高等法院提出集体诉讼案，同时指控与美国大富豪集团（发行所谓“珍宝币”的机构，原美洲矿业）相关的“中美政治协商促进会”及个人。并表示姜昆是该促进会的联合发起人，所以他也在被告名单之列。但在“中美政治协商促进会”的宣传册上，其成员Nelson L Huang头像的位置印的是姜昆头像。10月9日，姜昆委托洛杉矶律师赵联发函给原告律师刘龙珠，声称刘龙珠公开发表的材料不实，严重损害了姜昆个人的名誉，并表示姜昆从未参与任何跟该会或美国富豪集团的活动。赵联还邀请姜昆和律师在10月22日一起举行新闻发布会，就此事澄清。此前9月29日，美国大富豪集团被美国美国证券交易委员会查封。